# Nyctemera floresicola
Nyctemera floresicola là một loài bướm đêm thuộc phân họ Arctiinae, họ Erebidae.